# Dos Naje Wort
Dos Naje Wort – częstochowski tygodnik kulturalno oświatowy mniejszości żydowskiej w Częstochowie o poglądach socjalistycznych, ukazujący się od 1919 do prawdopodobnie 1925 roku. Redagowany w jidysz zawierał także krótkie informacje w języku polskim.
Po wybuchu wojny polsko-bolszewickiej rząd zamknął prawie wszystkie pisma żydowskiej lewicy. Od 15 października 1920 do 20 lutego 1921 roku Dos Naje Wort pełnił w związku z tym funkcję centralnego organu prasowego Bundu, a redaktorem naczelnym w tym okresie był warszawski działacz B. Mendelsberg. W tym okresie sprawom lokalnym poświęcano dwie ostatnie strony numeru, co spowodowało spadek czytelnictwa w samej Częstochowie. Po powrocie do funkcji pisma lokalnego wrócił stary zespół redakcyjny, a pismo odzyskało częstochowskich czytelników.